# World Hard Court Championships
World Hard Court Championships, los Campeonatos Mundiales de Pista Dura fueron un importante torneo anual de tenis sancionado por la Federación Internacional de Tenis (ILTF), celebrado desde 1912 hasta 1923. Principalmente se llevaba a cabo en París, en las canchas de arcilla del Stade Français, en la localidad suburbana de Saint-Cloud, con una excepción en 1922 cuando se realizó en el Royal Leopold Club en Bruselas, Bélgica.
El nombre del evento hacía referencia a sus sedes que estaban cubiertas con arcilla, que en aquel tiempo era comúnmente descrita como "pista dura" en inglés. Estaba abierto a todos los jugadores amateurs internacionales de todas las nacionalidades, a diferencia de los Campeonatos Franceses, que estaban abiertos solo a jugadores de tenis que fueran miembros de clubes en Francia hasta 1924; por esta razón, los Campeonatos Mundiales de Pista Dura son a veces considerados como el verdadero precursor de los Roland Garros. Los Campeonatos Franceses también se celebraban en una sede diferente en aquel momento, el Racing Club de France, en París.
En una reunión general anual celebrada el 16 de marzo de 1923 en París, Francia, la Federación Internacional de Tenis emitió las 'Reglas del Tenis' que fueron adoptadas con efecto público el 1 de enero de 1924. Los Estados Unidos se convirtieron en miembro afiliado de la Federación Internacional de Tenis. El título de Campeonato Mundial también fue eliminado en esta reunión y se creó una nueva categoría de Campeonato Oficial para eventos en Gran Bretaña, Francia, Estados Unidos y Australia, los actuales eventos del Grand Slam. El torneo de los Campeonatos Mundiales de Pista Dura fue entonces desmantelado por la Federación Internacional de Tenis.
Los Campeonatos Mundiales de Pista Dura no se jugaron en 1924, cuando París albergó los Juegos Olímpicos y su torneo de tenis, también disputado en canchas de arcilla, ocupó el lugar del campeonato. En 1925, los Campeonatos Franceses se abrieron a competidores internacionales por primera vez, con el evento celebrado alternativamente entre el Stade Français (1925, 1927), que fue el sitio de los Campeonatos Mundiales de Pista Dura, y el Racing Club de France (1926), que fue el sitio del anterior Campeonato Francés. Desde 1928, los Campeonatos Franceses se trasladaron al Stade Roland Garros.
Anthony Wilding fue el único campeón masculino en múltiples ocasiones en el evento de individuales, ganando el título en 1913 y 1914, mientras que Suzanne Lenglen ganó el título de individuales femeninos cuatro veces (1914, 1921–23).

## Campeones

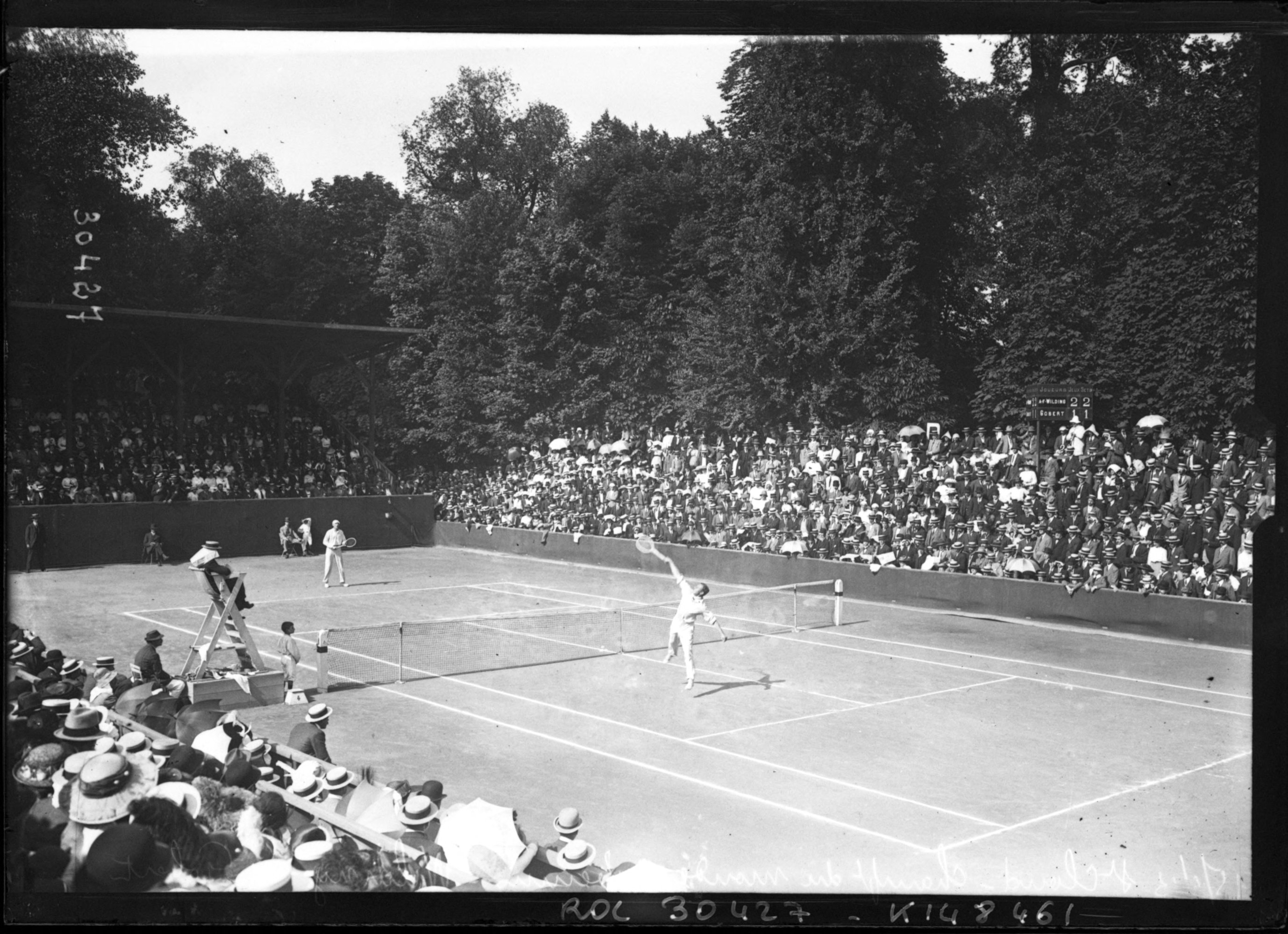
Final masculina de los Campeonatos Mundiales de Pista Dura de 1913 entre Anthony Wilding y André Gobert (15 de junio de 1913)

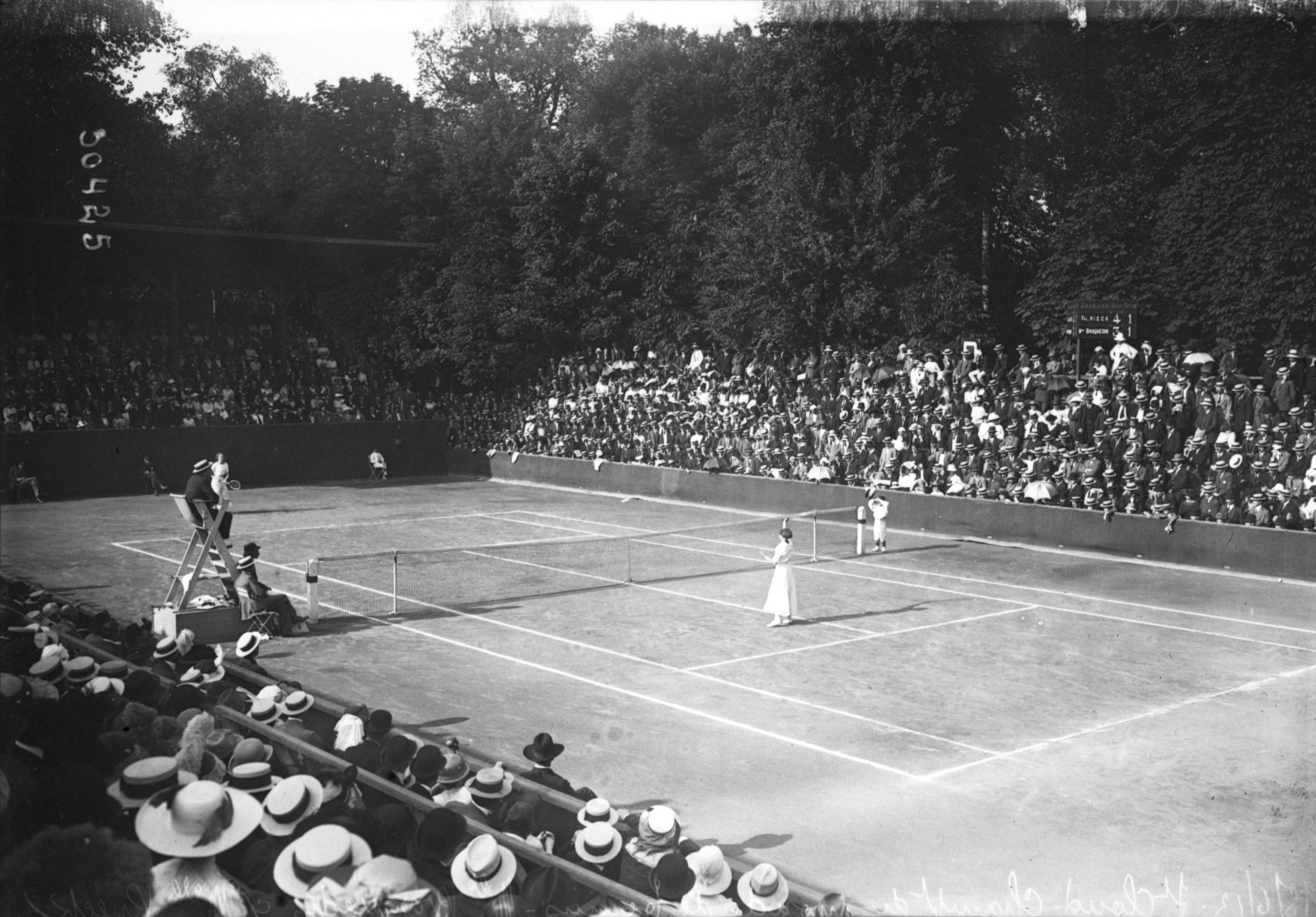
Final femenina de los Campeonatos Mundiales de Pista Dura de 1913 entre Mieken Rieck y Marguerite Brocquedis (15 de junio de 1913)

### Individuales masculinos
| Año  | Campeón                                                                 | Subcampeón                                                              | Resultado                                                               |
| ---- | ----------------------------------------------------------------------- | ----------------------------------------------------------------------- | ----------------------------------------------------------------------- |
| 1912 | Otto Froitzheim                                                         | Oscar Kreuzer                                                           | 6–2, 7–5, 4–6, 7–5                                                      |
| 1913 | Anthony Wilding                                                         | André Gobert                                                            | 6–3, 6–3, 1–6, 6–4                                                      |
| 1914 | Anthony Wilding                                                         | Ludwig von Salm-Hoogstraeten                                            | 6–0, 6–2, 6–4                                                           |
| 1915 | No se celebró (debido a la Primera Guerra Mundial)                      | No se celebró (debido a la Primera Guerra Mundial)                      | No se celebró (debido a la Primera Guerra Mundial)                      |
| 1916 | No se celebró (debido a la Primera Guerra Mundial)                      | No se celebró (debido a la Primera Guerra Mundial)                      | No se celebró (debido a la Primera Guerra Mundial)                      |
| 1917 | No se celebró (debido a la Primera Guerra Mundial)                      | No se celebró (debido a la Primera Guerra Mundial)                      | No se celebró (debido a la Primera Guerra Mundial)                      |
| 1918 | No se celebró (debido a la Primera Guerra Mundial)                      | No se celebró (debido a la Primera Guerra Mundial)                      | No se celebró (debido a la Primera Guerra Mundial)                      |
| 1920 | William Laurentz                                                        | André Gobert                                                            | 9–7, 6–2, 3–6, 6–2                                                      |
| 1921 | Bill Tilden                                                             | Jean Washer                                                             | 6–3, 6–3, 6–3                                                           |
| 1922 | Henri Cochet                                                            | Manuel de Gomar                                                         | 6–0, 2–6, 4–6, 6–1, 6–2                                                 |
| 1923 | Bill Johnston                                                           | Jean Washer                                                             | 4–6, 6–2, 6–2, 4–6, 6–3                                                 |
| 1924 | No se celebró (se realizaron los Juegos Olímpicos de París en su lugar) | No se celebró (se realizaron los Juegos Olímpicos de París en su lugar) | No se celebró (se realizaron los Juegos Olímpicos de París en su lugar) |

### Individuales femeninos
| Año  | Campeona                                                                | Subcampeona                                                             | Resultado                                                               |
| ---- | ----------------------------------------------------------------------- | ----------------------------------------------------------------------- | ----------------------------------------------------------------------- |
| 1912 | Marguerite Broquedis                                                    | Mieken Rieck                                                            | 6–3, 0–6, 6–4                                                           |
| 1913 | Mieken Rieck                                                            | Marguerite Broquedis                                                    | 6–4, 3–6, 6–4                                                           |
| 1914 | Suzanne Lenglen                                                         | Germaine Golding                                                        | 6–2, 6–1                                                                |
| 1915 | No se celebró (debido a la Primera Guerra Mundial)                      | No se celebró (debido a la Primera Guerra Mundial)                      | No se celebró (debido a la Primera Guerra Mundial)                      |
| 1916 | No se celebró (debido a la Primera Guerra Mundial)                      | No se celebró (debido a la Primera Guerra Mundial)                      | No se celebró (debido a la Primera Guerra Mundial)                      |
| 1917 | No se celebró (debido a la Primera Guerra Mundial)                      | No se celebró (debido a la Primera Guerra Mundial)                      | No se celebró (debido a la Primera Guerra Mundial)                      |
| 1918 | No se celebró (debido a la Primera Guerra Mundial)                      | No se celebró (debido a la Primera Guerra Mundial)                      | No se celebró (debido a la Primera Guerra Mundial)                      |
| 1920 | Dorothy Holman                                                          | Francisca Subirana                                                      | 6–0, 7–5                                                                |
| 1921 | Suzanne Lenglen                                                         | Molla Mallory                                                           | 6–2, 6–3                                                                |
| 1922 | Suzanne Lenglen                                                         | Elizabeth Ryan                                                          | 6–3, 6–2                                                                |
| 1923 | Suzanne Lenglen                                                         | Kitty McKane                                                            | 6–3, 6–3                                                                |
| 1924 | No se celebró (se realizaron los Juegos Olímpicos de París en su lugar) | No se celebró (se realizaron los Juegos Olímpicos de París en su lugar) | No se celebró (se realizaron los Juegos Olímpicos de París en su lugar) |

### Dobles masculinos
| Año  | Campeones                                                           | Subcampeones                                                        | Resultado                                                           |
| ---- | ------------------------------------------------------------------- | ------------------------------------------------------------------- | ------------------------------------------------------------------- |
| 1912 | Otto Froitzheim Oscar Kreuzer                                       | Harold Kitson Charles Winslow                                       | 4–6, 6–2, 6–1, 6–3                                                  |
| 1913 | Moritz von Bissing Heinrich Kleinschroth                            | Otto Froitzheim Anthony Wilding                                     | 7–5, 0–6, 6–3, 8–6                                                  |
| 1914 | Max Decugis Maurice Germot                                          | Arthur Gore Algernon Kingscote                                      | 6–1, 11–9, 6–8, 6–2                                                 |
| 1915 | No se celebró (debido a la Primera Guerra Mundial)                  | No se celebró (debido a la Primera Guerra Mundial)                  | No se celebró (debido a la Primera Guerra Mundial)                  |
| 1916 | No se celebró (debido a la Primera Guerra Mundial)                  | No se celebró (debido a la Primera Guerra Mundial)                  | No se celebró (debido a la Primera Guerra Mundial)                  |
| 1917 | No se celebró (debido a la Primera Guerra Mundial)                  | No se celebró (debido a la Primera Guerra Mundial)                  | No se celebró (debido a la Primera Guerra Mundial)                  |
| 1918 | No se celebró (debido a la Primera Guerra Mundial)                  | No se celebró (debido a la Primera Guerra Mundial)                  | No se celebró (debido a la Primera Guerra Mundial)                  |
| 1920 | André Gobert William Laurentz                                       | Cecil Blackbeard Nicolae Mişu                                       | 6–4, 6–2, 6–1                                                       |
| 1921 | André Gobert William Laurentz                                       | Pierre Albarran Alain Gerbault                                      | 6–4, 6–2, 6–8, 6–2                                                  |
| 1922 | Jean Borotra Henri Cochet                                           | Marcel Dupont Nicolae Mişu                                          | 6–8, 6–1, 6–2, 6–3                                                  |
| 1923 | Jacques Brugnon Marcel Dupont                                       | Léonce Aslangul Uberto de Morpurgo                                  | 10–12, 3–6, 6–2, 6–3, 6–4                                           |
| 1924 | No se celebró (Juegos Olímpicos de París se realizaron en su lugar) | No se celebró (Juegos Olímpicos de París se realizaron en su lugar) | No se celebró (Juegos Olímpicos de París se realizaron en su lugar) |

### Dobles femeninos
| Año  | Campeonas                                                           | Subcampeonas                                                        | Resultado                                                           |
| ---- | ------------------------------------------------------------------- | ------------------------------------------------------------------- | ------------------------------------------------------------------- |
| 1912 | No se celebró el dobles femenino                                    | No se celebró el dobles femenino                                    | No se celebró el dobles femenino                                    |
| 1913 | No se celebró el dobles femenino                                    | No se celebró el dobles femenino                                    | No se celebró el dobles femenino                                    |
| 1914 | Suzanne Lenglen Elizabeth Ryan                                      | Blanche Amblard Suzanne Amblard                                     | 6–0, 6–0                                                            |
| 1915 | No se celebró (debido a la Primera Guerra Mundial)                  | No se celebró (debido a la Primera Guerra Mundial)                  | No se celebró (debido a la Primera Guerra Mundial)                  |
| 1916 | No se celebró (debido a la Primera Guerra Mundial)                  | No se celebró (debido a la Primera Guerra Mundial)                  | No se celebró (debido a la Primera Guerra Mundial)                  |
| 1917 | No se celebró (debido a la Primera Guerra Mundial)                  | No se celebró (debido a la Primera Guerra Mundial)                  | No se celebró (debido a la Primera Guerra Mundial)                  |
| 1918 | No se celebró (debido a la Primera Guerra Mundial)                  | No se celebró (debido a la Primera Guerra Mundial)                  | No se celebró (debido a la Primera Guerra Mundial)                  |
| 1920 | Dorothy Holman Phyllis Satterthwaite                                | Germaine Golding Jeanne Vaussard                                    | 6–3, 6–1                                                            |
| 1921 | Germaine Golding Suzanne Lenglen                                    | Dorothy Holman Irene Peacock                                        | 6–2, 6–2                                                            |
| 1922 | Suzanne Lenglen Elizabeth Ryan                                      | Winifred Beamish Kitty McKane                                       | 6–0, 6–4                                                            |
| 1923 | Winifred Beamish Kitty McKane                                       | Germaine Golding Suzanne Lenglen                                    | 6–2, 6–3                                                            |
| 1924 | No se celebró (Juegos Olímpicos de París se realizaron en su lugar) | No se celebró (Juegos Olímpicos de París se realizaron en su lugar) | No se celebró (Juegos Olímpicos de París se realizaron en su lugar) |

### Dobles mixtos
| Año  | Campeones                                                       | Subcampeones                                                    | Resultado                                                       |
| ---- | --------------------------------------------------------------- | --------------------------------------------------------------- | --------------------------------------------------------------- |
| 1912 | Max Decugis Anne de Borman                                      | Heinrich Kleinschroth Mieken Rieck                              | 6–4, 7–5                                                        |
| 1913 | Max Decugis Elizabeth Ryan                                      | Anthony Wilding Germaine Golding                                | walkover                                                        |
| 1914 | Max Decugis Elizabeth Ryan                                      | Ludwig von Salm-Hoogstraeten Suzanne Lenglen                    | 6–3, 6–1                                                        |
| 1915 | No se celebró el torneo (debido a la Primera Guerra Mundial)    | No se celebró el torneo (debido a la Primera Guerra Mundial)    | No se celebró el torneo (debido a la Primera Guerra Mundial)    |
| 1916 | No se celebró el torneo (debido a la Primera Guerra Mundial)    | No se celebró el torneo (debido a la Primera Guerra Mundial)    | No se celebró el torneo (debido a la Primera Guerra Mundial)    |
| 1917 | No se celebró el torneo (debido a la Primera Guerra Mundial)    | No se celebró el torneo (debido a la Primera Guerra Mundial)    | No se celebró el torneo (debido a la Primera Guerra Mundial)    |
| 1918 | No se celebró el torneo (debido a la Primera Guerra Mundial)    | No se celebró el torneo (debido a la Primera Guerra Mundial)    | No se celebró el torneo (debido a la Primera Guerra Mundial)    |
| 1920 | William Laurentz Germaine Golding                               | Max Decugis Suzanne Amblard                                     | walkover                                                        |
| 1921 | Max Decugis Suzanne Lenglen                                     | William Laurentz Germaine Golding                               | 6–3, 6–2                                                        |
| 1922 | Henri Cochet Suzanne Lenglen                                    | Brian Gilbert Geraldine Beamish                                 | 6–4, 4–6, 6–0                                                   |
| 1923 | Henri Cochet Suzanne Lenglen                                    | Brian Gilbert Kitty McKane                                      | 6–2, 10–8                                                       |
| 1924 | No se celebró el torneo (Juegos Olímpicos de París en su lugar) | No se celebró el torneo (Juegos Olímpicos de París en su lugar) | No se celebró el torneo (Juegos Olímpicos de París en su lugar) |